# Ȝ
Ȝ, ȝ (йоуг) — літера латинського алфавіту, що позначає звук j у середньоанглійській та середньошотландській мовах, але не використовується як Ѡ.  Також відповідає глухій літері G у таких словах, як ніч ( niȝht ) – ніч. Літера Ȝ yogh має схожу форму з арабською цифрою 3, яка іноді замінює цей символ в онлайн довідниках